# آن إليزابيث كارسون
آن إليزابيث كارسون هي كاتِبة وشاعرة كندية، ولدت في 19 مارس 1929 في تورونتو في كندا.